# Rita Calçada Bastos
Rita Calçada Bastos (31 de Agosto de 1976) é uma actriz portuguesa.

## Filmografia

### Televisão
| Período     | Canal | Título                          | Personagem       | Nota(s)                    |
| ----------- | ----- | ------------------------------- | ---------------- | -------------------------- |
| 1999        | TVI   | Todo o Tempo do Mundo           | Mónica           |                            |
| 2000        | SIC   | Uma Aventura no Palácio da Pena | Guia do Palácio  |                            |
| 2005        | RTP   | Love Online                     |                  |                            |
| 2006        | RTP   | Regresso a Sizalinda            |                  |                            |
| 2008        | TVI   | Casos da Vida                   | Paula Santos     | Participação Especial      |
| 2008        | RTP   | Liberdade 21                    |                  | Participação Especial      |
| 2008 - 2009 | TVI   | Feitiço de Amor                 | Rita Rocha       | Elenco Principal           |
| 2009        | TVI   | Dias Felizes                    |                  |                            |
| 2010 - 2011 | TVI   | Morangos com Açúcar             | Fernanda Santana | Elenco Principal 8.ª série |
| 2011        | TVI   | O Pacto                         |                  |                            |
| 2013 - 2014 | TVI   | Belmonte                        | Ana Craft        | Elenco Principal           |
| 2016        | RTP1  | Aqui Tão Longe                  | Marta            | Elenco Adicional           |
| 2017 - 2018 | RTP1  | O Sábio                         | Alzira Mendes    | Elenco Principal           |
| 2020        | RTP1  | O Mundo Não Acaba Assim         | Mulher           | Elenco Adicional           |
| 2022        | TVI   | Rua das Flores                  | Alexandra        | Elenco Adicional           |
| 2025        | SIC   | Vitória                         |                  |                            |